# Philippe-Paul de Ségur
Philippe-Paul de Ségur (Parigi, 4 novembre 1780 – Parigi, 25 febbraio 1873) è stato un militare e storico francese.

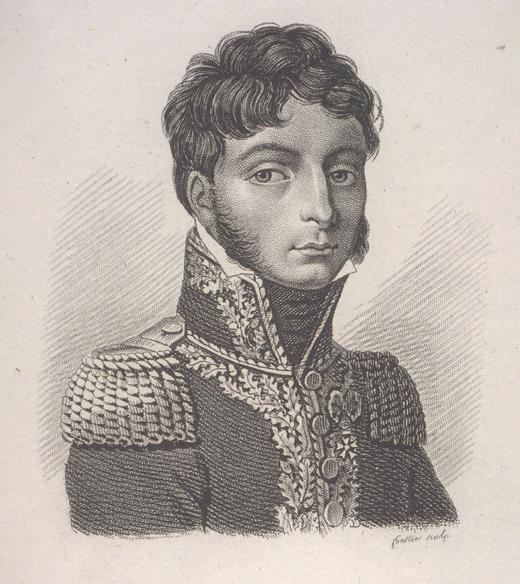
Philippe-Paul de Ségur

Di nobili origini, discendente da una serie di avi distintisi come militari, scrittori e diplomatici, partecipò come ufficiale della Grande Armata, alle guerre napoleoniche raggiungendo il grado di generale di brigata, aggregato allo stato maggiore di Napoleone. Partecipò a tutte le maggiori campagne militari del periodo. Dopo la caduta di Napoleone si dedicò alla stesura di una serie di opere storiche in cui narrò le sue esperienze e i fatti di cui aveva avuto conoscenza. La sua opera più importante e famosa fu la Storia di Napoleone e della Grande Armata nell'anno 1812 in cui descrisse con efficacia narrativa e con ricchezza di dettagli la tragica campagna di Russia, a cui aveva preso parte direttamente. Opera divenuta ben presto un classico sull'argomento, il libro di de Ségur rimane uno dei testi fondamentali disponibili sull'invasione e la ritirata dell'esercito napoleonico nel 1812.

## Biografia
Philippe-Paul de Sègur apparteneva ad un'antica famiglia nobile; alcuni dei suoi componenti erano diventati personaggi di rilievo nazionale in Francia nei secoli precedenti, generalmente come militari o scrittori. In particolare il nonno Philippe-Henri era stato maresciallo di Francia e ministro della Guerra durante il regno di Luigi XVI; lo zio Joseph-Alexandre invece aveva partecipato alla vita mondana parigina e si era distinto come scrittore di opere di vasta erudizione. Il padre invece, Louis-Philippe, fu un personaggio dai multiformi interessi e dalla personalità singolare che si dedicò a studi storici ma fu anche militare, cortigiano, diplomatico, viaggiatore, giornalista, drammaturgo.
Consapevole dell'irreversibile declino dell'Antico regime egli, agli inizi della Rivoluzione francese, si schierò con i monarchici costituzionali, ma poi, di fronte alla progressiva estremizzazione del confronto politico, dovette ritirarsi con la famiglia a Châtenay, vicino a Parigi, dove si dedicò allo studio e all'educazione dei figli. Il giovane Philippe-Paul, dodicenne in quel momento, visse questa fase di ritiro, di problemi economici e di preoccupazioni materiali e fu durante la sua adolescenza a Châtenay che egli approfondì la sua cultura e studiò e apprezzò i grandi storici greci e latini.
Trasferitosi a Parigi dove si dedicò alla scrittura di poesie e di articoli di giornali, de Ségur ebbe modo di assistere al passaggio del generale Napoleone Bonaparte e dei suoi uomini il 18 Brumaio anno VIII (9 novembre 1799) in marcia verso il Consiglio degli Anziani per dare inizio al colpo di forza militare. Entusiasmato dalla vista della marziale colonna guidata dal generale egli, secondo il suo stesso racconto, avrebbe deciso di cambiare la sua vita e dedicarsi alla carriera militare; a venti anni si arruolò negli ussari e iniziò una movimentata attività di guerra che avrebbe continuato per tutto il periodo napoleonico. Partecipò come tenente alla campagna del generale Jean Victor Moreau in Germania e poi alle operazioni del generale Étienne Macdonald in Svizzera durante la guerra della seconda coalizione; nel 1804 era già capitano.

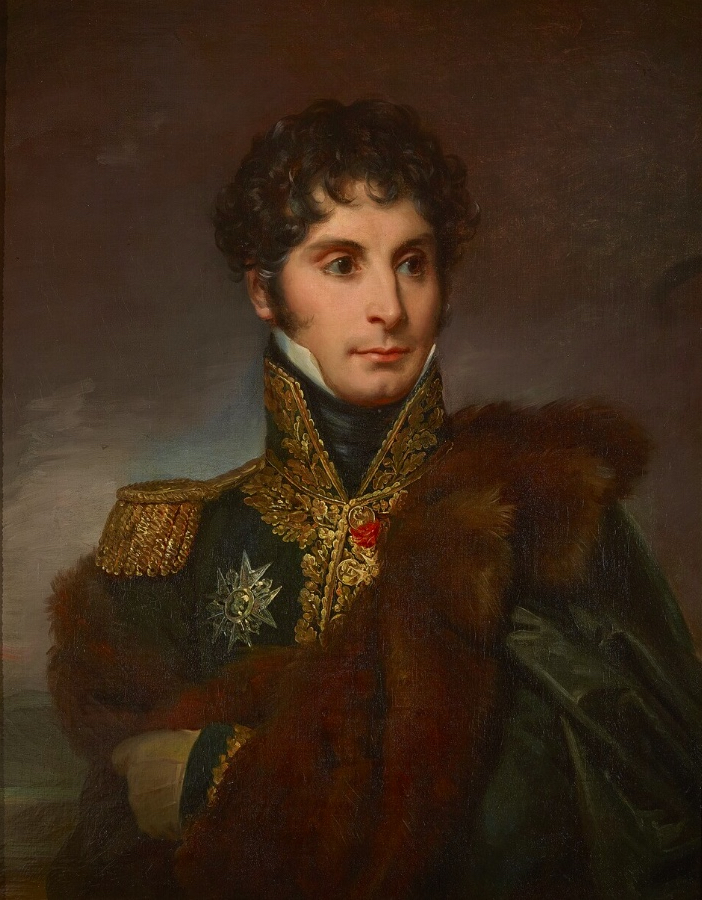
Philippe-Paul de Ségur in un ritratto di Gérard.

Entrato nella cerchia di Napoleone, grazie anche al ritorno nell'attività pubblica del padre, divenuto Gran Maestro delle cerimonie, de Ségur, le cui qualità furono subito apprezzate dall'imperatore, si distinse in tutte le incessanti campagne militari che seguirono la ripresa delle ostilità in Europa; combatté alla battaglia di Austerlitz, prese parte nel 1806 all'occupazione del Regno di Napoli da parte dell'esercito francese del maresciallo Andrea Massena; dopo essere stato promosso maggiore, venne ferito e catturato durante la campagna di Polonia del 1807. Rilasciato dopo gli accordi di Tilsit, rientrò in azione in Spagna dove si distinse alla battaglia di Somosierra, dove fu nuovamente ferito, e raggiunse il grado di colonnello.
Dopo aver svolto alcune missioni diplomatiche, de Ségur venne promosso nel 1811 generale di brigata e, inserito nello stato maggiore di Napoleone, partecipò alla campagna di Russia; sempre presente accanto all'imperatore durante le alterne vicende della guerra, egli poté osservare direttamente e comprendere tutte le fasi del dramma dell'armata che poi avrebbe narrato nella sua opera più famosa. Dopo aver combattuto anche nelle campagne del 1813 e 1814, de Ségur, dopo l'abdicazione di Napoleone, decise di accettare il ritorno dei Borboni a cui prestò giuramento.

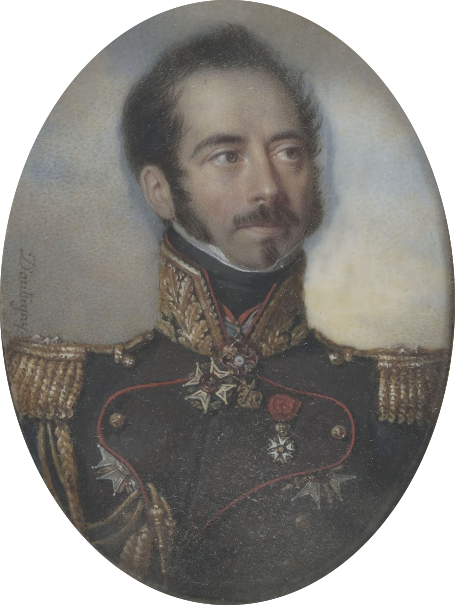
Il generale Gaspard Gourgaud che criticò fortemente l'opera di de Ségur. I due si batterono anche in duello.

Durante i Cento Giorni de Ségur tornò ad affiancarsi a Napoleone ma, essendo rimasto a Parigi, non fu presente alla battaglia di Waterloo, la fine dell'avventura napoleonica questa volta lo coinvolse pesantemente: radiato dall'esercito, venne riammesso nei quadri nel 1818 ma non fu più immesso in servizio attivo. Da questo momento de Ségur decise quindi di dedicarsi ai suoi studi e iniziò la sua attività di scrittore, impegnandosi soprattutto a raccontare, non solo come testimone e memorialista ma come storico, la lunga e movimentata epopea napoleonica a cui aveva preso parte come protagonista non secondario.
Nel 1824 pubblicò quindi la Histoire de Napoléon et de la Grande Armée pendant l'année 1812 ("Storia di Napoleone e della Grande Armata nell'anno 1812") che, trattando della tragica campagna di Russia, rimane la sua opera di maggior valore e più famosa; all'epoca ottenne uno straordinario successo commerciale, con dieci edizioni in soli tre anni, venne letta con grande interesse dal pubblico e suscitò numerosi commenti e polemiche tra storici e protagonisti degli eventi. La narrazione realistica e sincera degli eventi e soprattutto la descrizione della personalità e del comportamento di Napoleone durante la campagna, provocarono grande irritazione tra i custodi del mito napoleonico e i fedelissimi dell'imperatore; il generale Gaspard Gourgaud scrisse un'opera fortemente critica (Napoléon et la Grande Armée en Russie, ou Examen critique de l'ouvrage de M. le Comte Ph.de Ségur, 1825) in cui accusava l'autore di falsificazione e dilettantismo. Si giunse fino al punto di organizzare un duello tra i due ufficiali che si concluse con il ferimento di de Ségur.
Nonostante le controversie, l'opera diede fama e successo all'autore che ebbe il riconoscimento di entrare a far parte dell'Accademia di Francia; la nuova Rivoluzione di luglio e l'ascesa al trono di Luigi Filippo inoltre diedero nuovi onori a de Ségur che venne nominato tenente generale e pari di Francia. Nell'ultima parte della sua vita de Ségur, che morì in tarda età nel 1873, continuò a dedicarsi agli studi e alla compilazioni di opere storiche, tra cui una "Storia di Carlo VIII" (1834), che avrebbe dovuto costituire solo una prima parte di una storia generale della Francia e soprattutto il suo ampio lavoro "Storia e memorie" che tratta con ricchezza di informazioni e testimonianze dirette tutto il periodo dell'impero napoleonico; opera che venne pubblicata postuma nel 1873.

## LaStoria di Napoleone e della Grande Armata nell'anno 1812
Pubblicata ad appena tre anni dalla morte di Napoleone, la Storia affrontava un argomento ancora di grande attualità che coinvolgeva fortemente gli animi e i sentimenti delle numerosissime persone viventi che avevano partecipato alla straordinaria avventura dell'imperatore. L'autore decise di fornire un racconto della drammatica campagna di Russia il più possibile fedele ai fatti cercando di mantenere un'imparzialità di fondo, utilizzando uno stile impersonale ed evitando di comparire direttamente nella narrazione. Lo scrittore dà prova di capacità di analisi e di interpretazione oggettiva degli avvenimenti senza lasciarsi travolgere dai propri sentimenti; de Ségur in realtà intendeva soprattutto rendere una testimonianza dedicata ai suoi commilitoni, e trasferire nello scritto la sua memoria commossa dei tragici ricordi, ma nonostante questa partecipazione morale di fondo, l'autore riuscì a compilare un lavoro di notevole autenticità e di grande efficacia narrativa.
De Ségur riesce a rappresentare il grandioso fatto storico con ricchezza di dettagli, tracciando un'efficace rappresentazione della Grande Armata, dei suoi soldati e dei suoi capi, alternando la narrazione di grandi eventi con la descrizione di episodi minori, utili a tratteggiare la vita reale dei soldati napoleonici. In questo modo lo scrittore riesce a illustrare compiutamente la tragedia dell'esercito francese, dalla prima fase vittoriosa alla terribile fine nel corso della ritirata.
Notevole e originale per l'epoca è inoltre la descrizione che de Ségur fa di Napoleone durante la campagna di Russia; egli era un grande ammiratore dell'imperatore e condivideva la generale esaltazione delle sue doti, ma, nonostante questo giudizio di fondo, lo scrittore riuscì ad andare oltre l'idolatria napoleonica e a ritrarre l'imperatore nella sua realtà fisica e psichica, narrando anche i suoi errori, le sue debolezze, le sue incertezze, i suoi difetti. Non soddisfacente risulta invece nell'opera di de Ségur la spiegazione fornita dall'autore sulle cause della sconfitta e sulle motivazioni del comportamento di Napoleone durante la campagna; egli soprattutto sottolinea le precarie condizioni fisiche dell'imperatore e riconduce il suo fallimento in gran parte al manifestarsi della malattia che ne avrebbe compromesso la risolutezza e il morale e che lo avrebbe portato alla morte nel 1821. In senso più generale inoltre de Ségur, che pure descrive con grande efficacia la dissoluzione dell'armata durante la catastrofica ritirata, si limita a ricondurre a una presunta fatalità della Storia e ad un Destino sfortunato le responsabilità primarie della disfatta della Grande Armata, senza analizzare in dettaglio le reali cause politiche, strategiche e logistiche della rovina dell'esercito francese in Russia.
Dal punto di vista dello stile de Ségur, legato a schemi letterari classici, volle prendere a modello i grandi storici antichi; nella sua opera quindi sono presenti alcuni tipici elementi stilistici ricercati come l'enfasi, la retorica, la periodizzazione a volte complicata e anche l'inserimento di discorsi fittizi dei protagonisti. Tuttavia, nonostante questo apparato letterario, la Storia ha mantenuto nel tempo il suo valore e il suo fascino, soprattutto per il forte coinvolgimento emotivo dell'autore alla tragedia narrata, che egli riuscì a descrivere con passione e sincerità.
Gli storici moderni continuano ad apprezzare l'opera di de Ségur; mentre Jean Tulard la definisce un "classico", Luigi Mascilli Migliorini, uno dei maggiori esperti accademici italiani del periodo rivoluzionario e napoleonico, scrive che la Storia  "rimane una delle opere maggiori intorno alla campagna di Russia".